# 上哈茨山区舒伦贝格
上哈茨山区舒伦贝格（德語：Schulenberg im Oberharz，發音：[ˌʃuːlənbɛʁk ʔɪm ˈʔoːbɐhaːɐ̯ts]）是德国下萨克森州戈斯拉尔县曾经的一个市镇，面积1.75平方千米，2023年6月30日人口为268人。2015年1月1日，上哈茨山区舒伦贝格与另外2个市镇并入市镇克劳斯塔尔-采勒费尔德。